# Furlanska nižina
Furlanska nižina (italijansko Bassa friulana, La Bassa ali Basso Friuli, furlansko Basse furlane, vzhodno-furlansko Bassa furlana) je zemljepisno območje Furlanije - Julijske krajine in Benečije opredeljena z aluvialno ravnino. Povezana je z Benečijo (it. Veneto) oz. Beneško nižino, ta pa s Padsko nižino, s katero tvori povezano oz. sklenjeno ravan kot njen najvzhodnejši del, zato se včasih prišteva k njej. 